# Берездовцы
Берездо́вцы (укр. Берездівці) — село в Новороздольской городской общине Стрыйского района Львовской области Украины.
Население по переписи 2001 года составляло 1658 человек. Почтовый индекс — 81652.